# Korosko
Korosko était un village de Nubie, au sud de l'Égypte, situé sur le Nil. Il a disparu lors de la création du lac Nasser formé par le barrage d'Assouan.

## Description

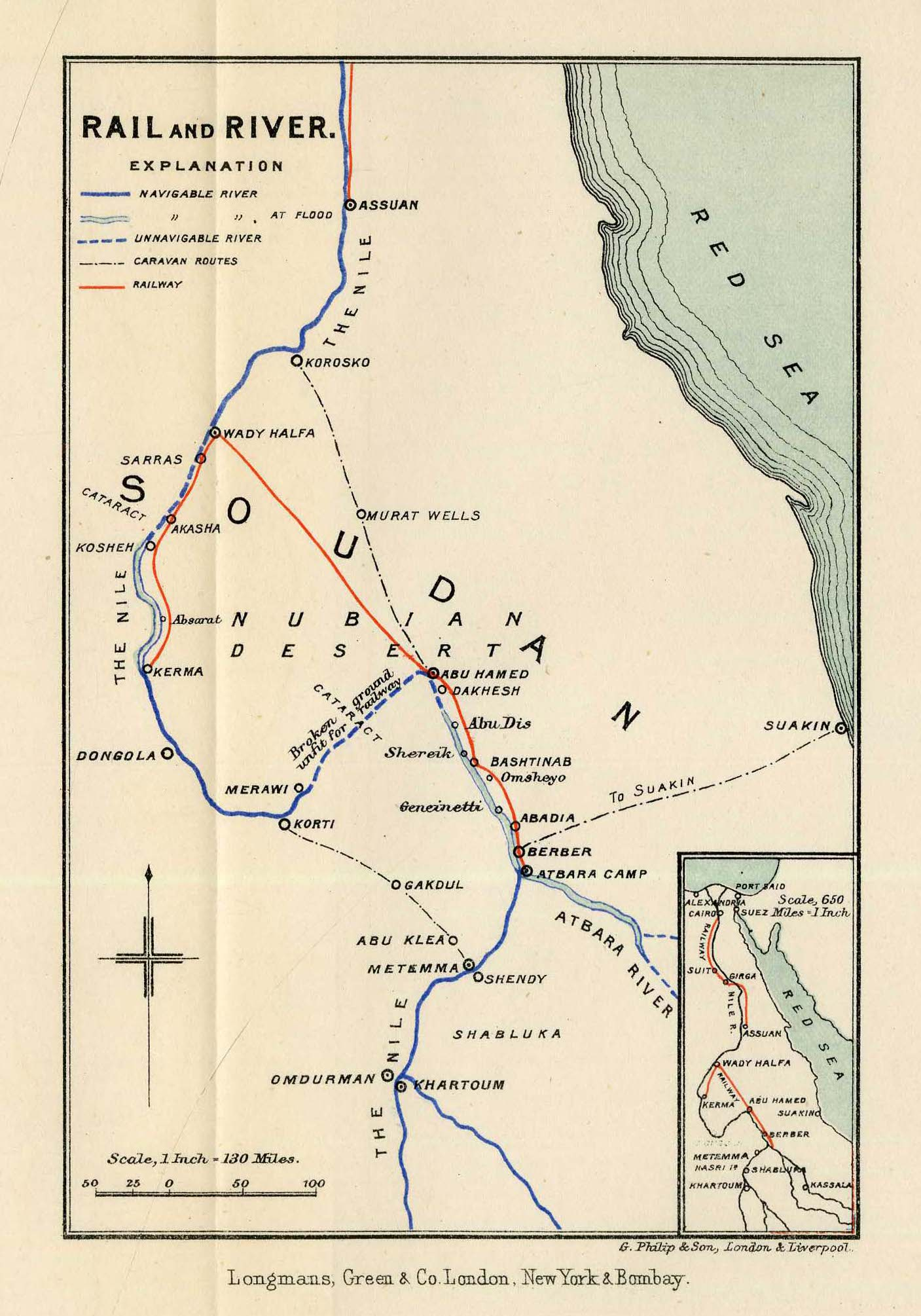
Carte du XIXe siècle situant Korosko.

Situé à 190 km au sud d'Assouan, il s'agissait du point de départ des caravanes qui voulaient éviter les méandres de Dongola en passant directement par le désert pour se rendre à Abu Hamad. 
Il a été remplacé ensuite par Wadi Halfa pendant la construction du Sudan Military Railroad (en) dans les années 1890 lors de la guerre des mahdistes. 
Le village donne son nom au bateau éponyme de La Tragédie du Korosko (en), roman d'Arthur Conan Doyle.